# Тисса, Ласло
Ласло Тисса (венг. Tisza László; 7 июля 1907 — 15 апреля 2009) — американский физик венгерского происхождения, преподаватель.
Окончил Будапештский университет, там же в 1932 году защитил диссертацию; учился также в Гёттингене и Лейпциге. С конца 1920-х годов был дружен с Эдвардом Теллером. В 1932 году арестован венгерским правительством за коммунистические симпатии, провёл 14 месяцев в тюрьме. После освобождения по рекомендации Теллера работал в УФТИ в Харькове в группе Льва Ландау до тех пор, пока в 1937 году эта группа не была распущена, а ряд её участников арестован; Тиссе удалось перебраться в Париж. В 1938 году он предложил двухжидкостную модель гелия-II, объяснявшую механизм возникновения сверхтекучести у этого газа.
Эмигрировал в США в 1941 году и до 1973 года преподавал в Массачусетском технологическом институте. Занимался как теоретической физикой, так и философией науки, в особенности в приложении к термодинамике и квантовой механике.

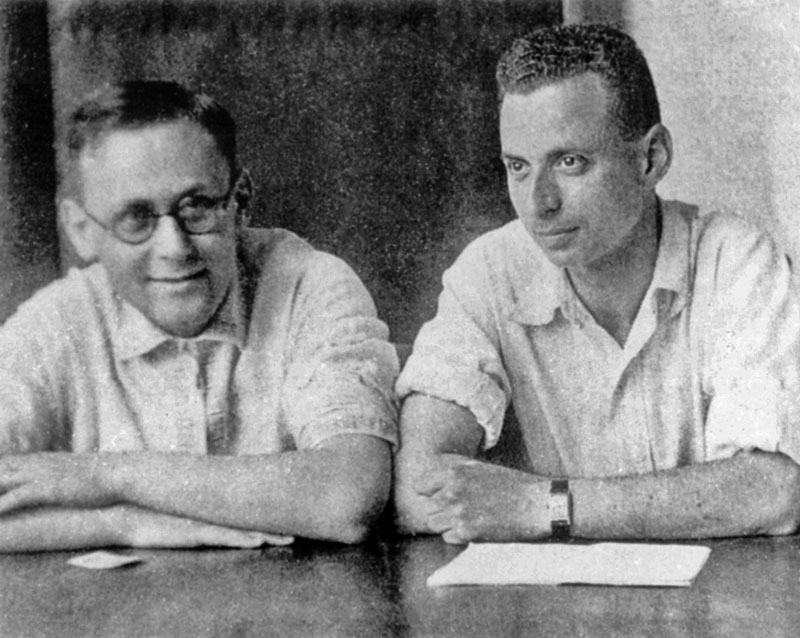
Ласло Тисса и Александр Ахиезер во время работы в УФТИ, 1936.